# Nilanga
Nilanga är en ort i Indien.   Den ligger i distriktet Latur och delstaten Maharashtra, i den centrala delen av landet, 1 200 km söder om huvudstaden New Delhi. Nilanga ligger 607 meter över havet och antalet invånare är 34 491.
Terrängen runt Nilanga är platt, och sluttar söderut. Runt Nilanga är det tätbefolkat, med 266 invånare per kvadratkilometer. Det finns inga andra samhällen i närheten. Trakten runt Nilanga består till största delen av jordbruksmark.